# Halaphritis platycephala
Halaphritis platycephala är en fiskart som beskrevs av Last, Balushkin och Lee Milo Hutchins 2002. Halaphritis platycephala ingår i släktet Halaphritis och familjen Bovichtidae. Inga underarter finns listade i Catalogue of Life.